# Ёнский
Ёнский — сельский населённый пункт в Мурманской области России. Входит в Ковдорский район (муниципальный округ), второй по размеру населённый пункт в его составе. Расположен на берегу озера Сейто и реки Сейто. Население — 1534 жителей (2010). Расстояние от районного центра — 42 км.

## История

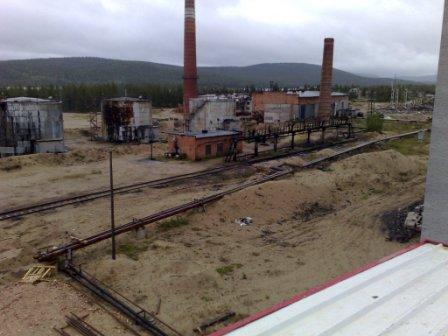
Котельная пос. Ёнский. Модернизирована для использования водоугольного топлива взамен мазута

Строительство посёлка Северный (к югу от железной дороги) началось в июне 1950 года, в связи с постройкой железнодорожной ветки на Ковдор.
13 декабря 1950 года в посёлок прибыл 170-й отдельный строительный батальон. Военнослужащие строили казармы, возводили для офицеров финские домики на берегу озера Сейто.
В 1953 году два батальона спецвойск начали строить дорогу на Риколатву и Слюду. Привезённые ими бараки стали посёлком Рудничный (расположен к северу от железной дороги).
Первые двухэтажные деревянные дома построили в 1965 году. Первый кирпичный (пятиэтажный) дом на 70 квартир введён в строй в 1968 году. Первый панельный дом по улице Школьная был сдан в эксплуатацию в 1986 году.
Численность населения на 1992 год составляла 2707 человек.
В 2007 году был построен первый в России с 1993 года цех приготовления водоугольного топлива промышленного уровня. Цех предназначен для приготовления водоугольного топлива (ВУТ) для последующего сжигания в котельной посёлка. В данное время заброшен.

## Население
| 2002 | 2010  | 2021  |
| ---- | ----- | ----- |
| 2026 | ↘1534 | ↘1002 |

Численность населения, проживающего на территории населённого пункта, по данным Всероссийской переписи населения 2010 года составляет 1534 человека, из них 643 мужчины (41,9 %) и 891 женщина (58,1 %). В 2002 году в посёлке проживало 2026 жителей.

## Инфраструктура

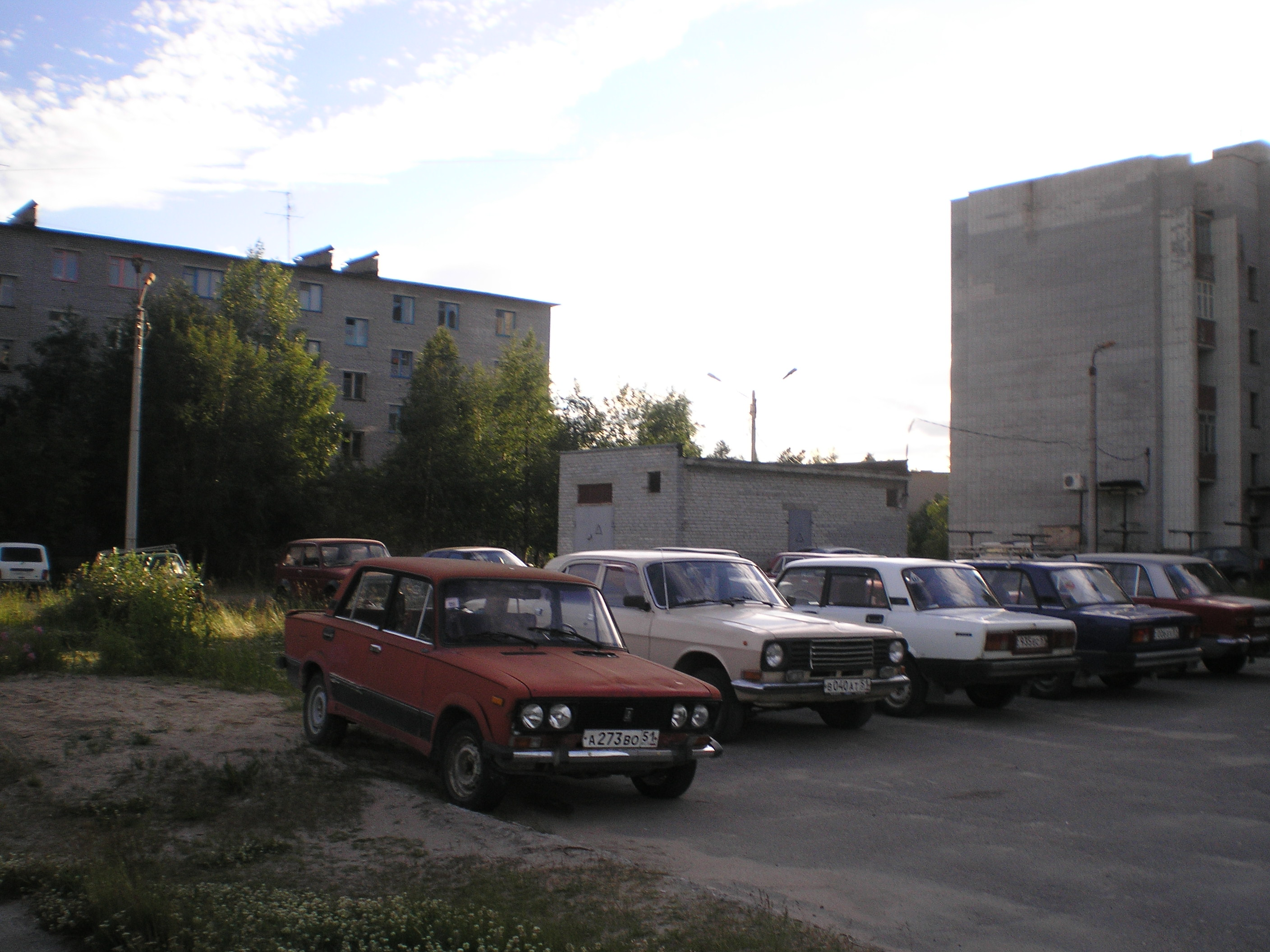
Жилые дома

Сообщение с другими населёнными пунктами автомобильным или железнодорожным транспортом с расположенной в посёлке станции Ёна. Расположено на озере Сейто.
Основным предприятием является МУП «Ёнское Жилищно-коммунальное предприятие». В посёлке имеются средняя и музыкальная школы (среди выпускников последней — основатели известной в Мурманске группы Time is Up), детский сад, почта, больница, пожарная часть.